# Fredrik Henrik af Chapman

Porträt von Fredrik Henrik af Chapman, hier 1778 durch Lorenz Pasch d. J. gemalt.

Fredrik Henrik Chapman, seit 1772 geadelt Fredrik Henrik af Chapman (* 9. September 1721 in Göteborg/Schweden; † 19. August 1808), war ein schwedischer Schiffbaumeister. Er revolutionierte den Schiffbau, indem er als Erster die Planung von Schiffen auf wissenschaftliche und mathematische Grundlagen stellte.
Zu seinen wissenschaftlichen Methoden zählten u. a. Versuche zum Strömungswiderstand verschiedener Rumpfformen.

## Leben
Chapmans Eltern waren britischer Abstammung. Sein Großvater war Schiffbauer in London und sein Vater leitete eine Werft in Schweden. Mit 15 ging Chapman zur See. Danach verbrachte er mehrere Jahre sowohl in Schweden als auch im Ausland damit, praktischen und theoretischen Schiffbau zu lernen sowie Mathematik und Physik zu studieren. In England wurde er vorübergehend inhaftiert, da man ihm Spionage auf der Königlichen Werft vorwarf.
1757–1760 war Chapman Unterschiffbaumeister in Karlskrona. 1760 wurde Chapman Schiffbaumeister in Stralsund in Schwedisch-Pommern, wo er bis 1762 blieb. Hier entwarf er kleine und mittelgroße Flachwasserschiffe für die schwedische Schärenflotte zur Kontrolle des mit zahlreichen Untiefen gespickten Seegebiets zwischen Schweden und dem damals zu Schweden gehörenden Finnland.
Ab 1764 arbeitete Chapman in Stockholm. Während der folgenden Jahre publizierte er sein bahnbrechendes Werk Architectura Navalis Mercatoria, in dem er zahlreiche detaillierte Schiffbaupläne veröffentlichte, die erstmals auf wissenschaftlichen und mathematischen Grundlagen ausgearbeitet waren.
1782 bis 1793 leitete er die Werft in Karlskrona, 1791 wurde er Vizeadmiral.
Chapman ist Namenspartes des Schiffs Af Chapman, das heute als Jugendherberge genutzt wird und in Stockholm liegt.

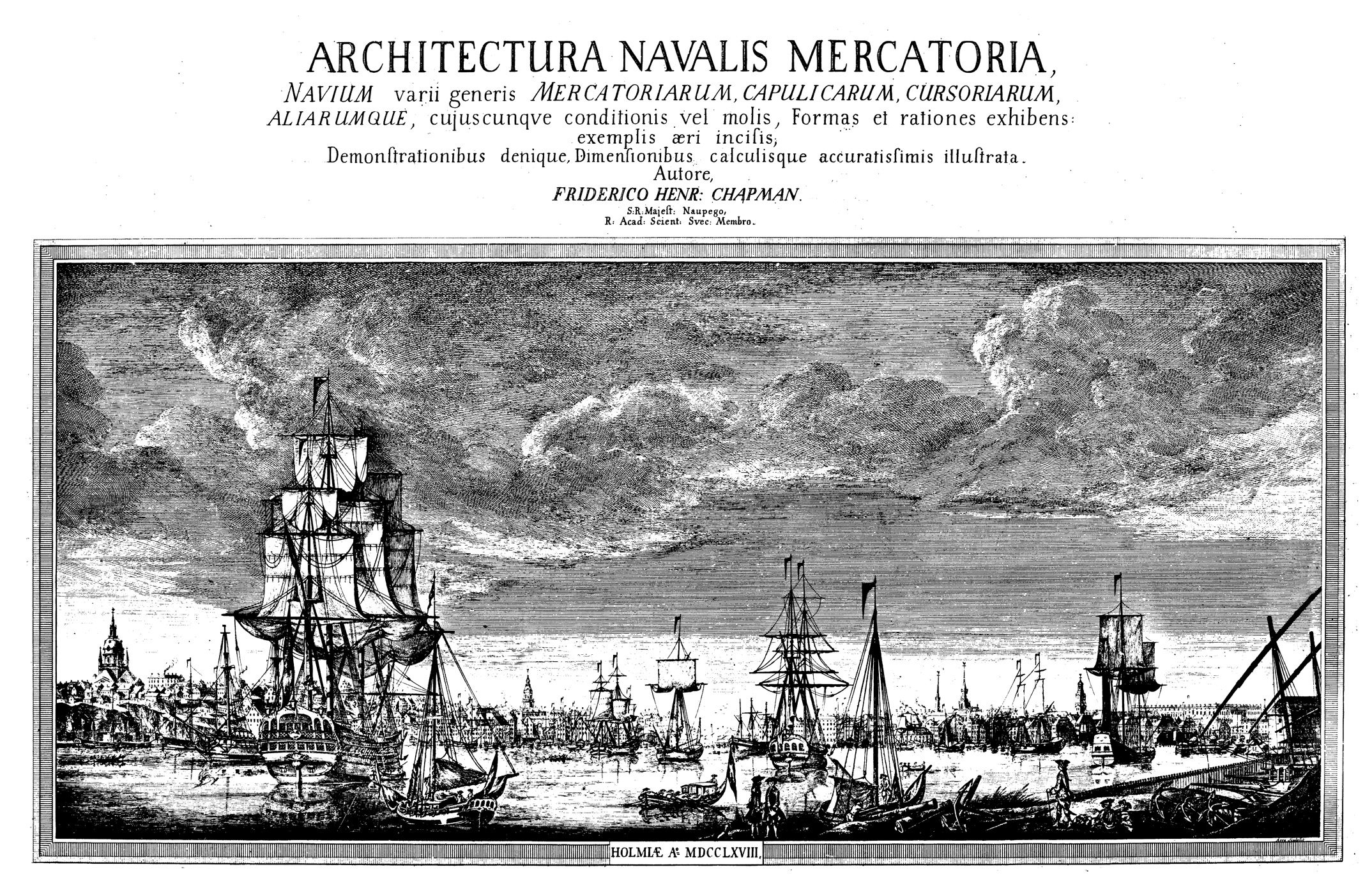
Titelblatt der ARCHITECTURA NAVALIS MERCATORIA

## Werke
- Architectura Navalis Mercatoria. Stockholm 1768 Sjohistoriska, 62 Tafeln
- Tractat om Skepps-Byggeriet. J. Pfeiffer, Stockholm 1775. (Traktat über den Schiffbau) Scan bei Chapmanprojekt
- Architectura Navalis Mercatoria. Stockholm 1768 Die 62 Tafeln mit Inhaltsverzeichnis